# Jardín de la Rotonda de Padua

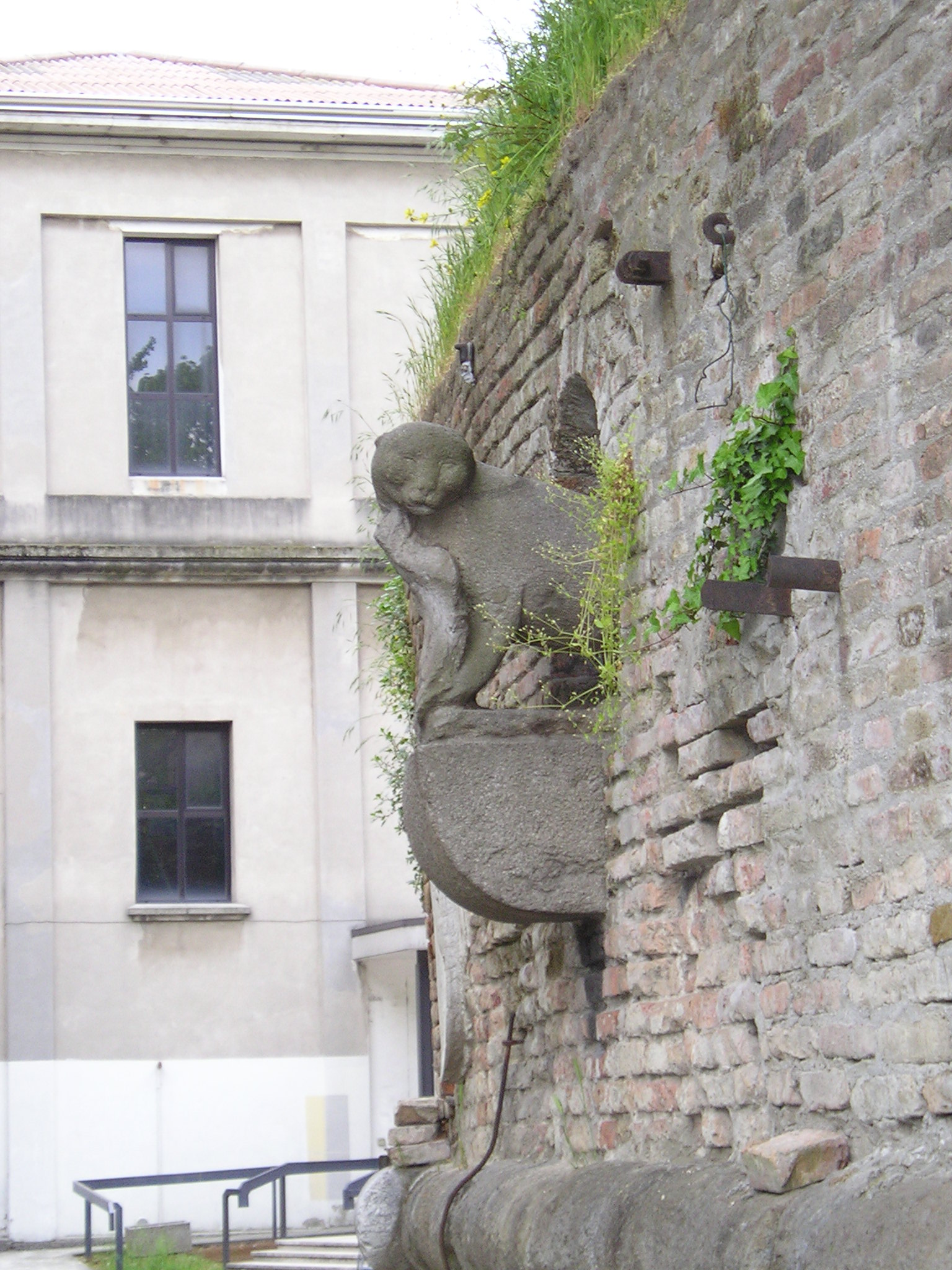

El jardín de la Rotonda, situado en los límites del casco antiguo de Padua, Italia, es dispuesto a terraza detrás de las murallas del siglo XVI y de la Fortaleza de la Gata.

## Historia
La Fortaleza de la Gata se llama así en memoria del asedio del 1509 - en época de la liga de Cambrai - llevado a cabo por el emperador Maximiliano I de Habsburgo. La leyenda cuenta que una gata fue despellejada viva para asustar con sus gritos desesperados a los enemigos.

En memoria de este acontecimiento, en la parte exterior del torreón, que da a calle Codalunga, se halla la escultura de un gato que sale de un nicho, casi como símbolo de la libertad de los paduanos.
El jardín se llama así porque se proyectó en un área donde se había construido un depósito de agua que, por su forma circular, se denominó Rotonda. Este es el primer depósito de agua de la ciudad de Padua (prestigiosa obra de ingeniería de los años 20).
La Rotonda tiene una capacidad de 2000 m³ y era juzgada, durante la época de su construcción, el mejor acueducto de Italia, capaz de prevalecer entre los mejores tanques de Europa. 
Considerando los materiales empleados en la construcción, su estructura resulta igualmente interesante puesto que representa uno de los primeros ejemplos de utilización de hormigón armado en Padua. 
La decisión de construir en este lugar el tanque y "la central hídrica de Codalunga" se debe a dos acontecimientos:
- El 11 de noviembre de 1916 una bomba austríaca golpeó el Bastión y mató a 96 ciudadanos que se habían escondido en la fortaleza considerándola ámparo seguro .
- El 29 de octubre de 1919 estalló una bomba lanzada por un avión en 1918 (hasta entonces sin estallar) que destruyó la central de producción de energía, dejando así la ciudad con problemas hídricos.

En memoria del trágico evento, el tanque lleva la inscripción "Sanguinem olim atrociter effusus aqua pie defluens lavet moles in caelum proferat perpetuo".
El tanque lleva también una lápida de Andrea Moschetti con la inscripción "El martirio de 93 inocentes (....) suba a Dios como holocausto perenne, origen de futura nobleza de la patria y de nuevo pacto de amor entre los pueblos".
El objetivo de este tanque era el de elevar la cantidad de agua disponible durante las horas diurnas, por medio de la recogida durante las horas nocturnas.
En cuanto a los rasgos relativos a la ingeniería y a la arquitectura, el tanque presenta numerosos aspectos interesantes. Además de su forma exterior, que recuerda los mausoleos romanos, es el interior que nos ofrece la oportunidad de admirar una estructura de estimable instalación técnica. Las líneas esenciales que dejan visibles las armaduras resultan de una modernidad realmente considerable y transmiten la sensación de llegar a ver las líneas a lo largo de las que el peso del agua se transmite al terreno. 
Las siguientes fotos dan sólo una vaga idea de la sensación de fuerza que la armadura transmite.

## Descripción

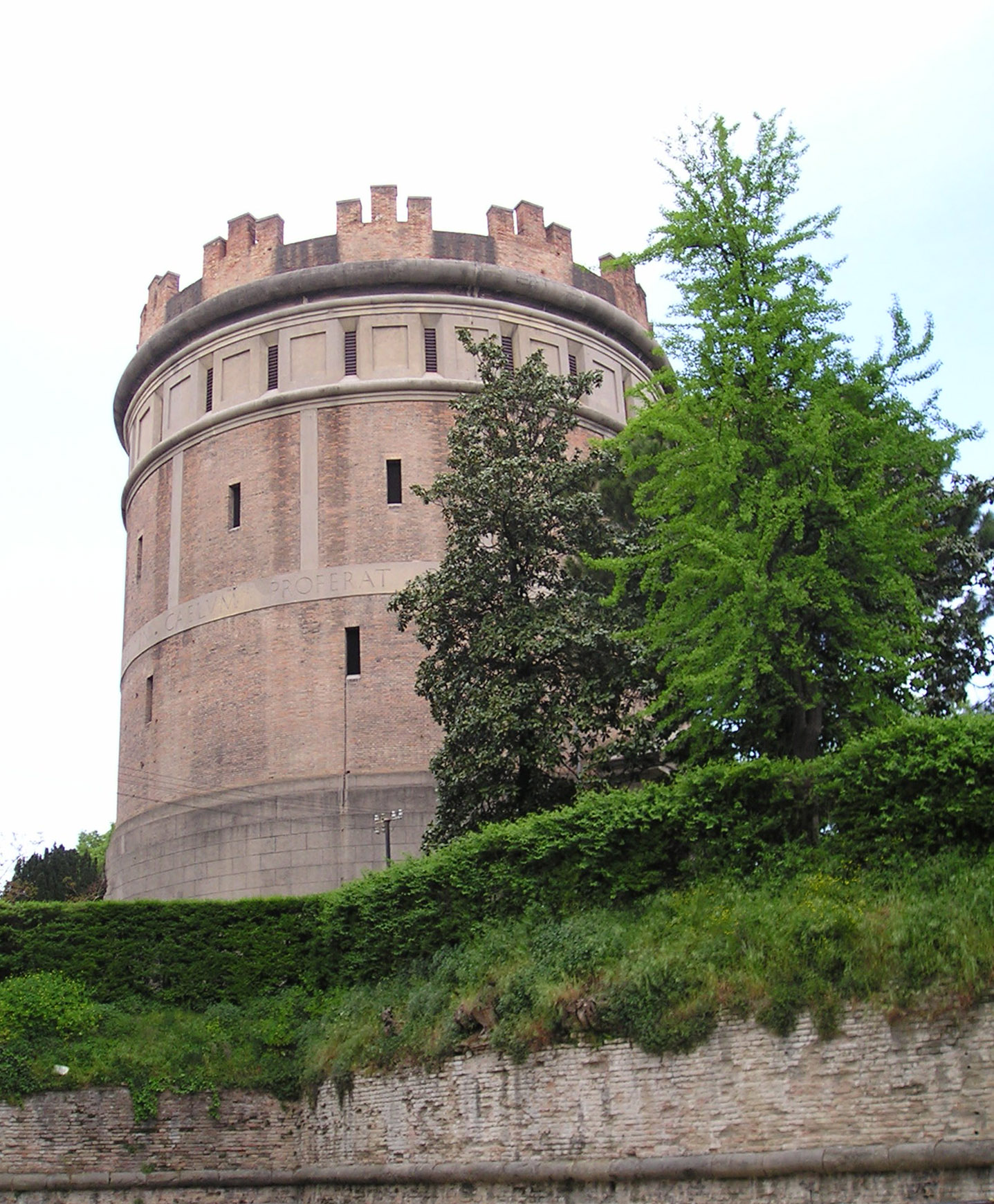

La construcción de la Rotunda inició el 21 de septiembre de 1923. Su proyecto tenía una doble función: la de servir de depósito de agua y la de conmemorar a los caídos, a los que se ha dedicado la Capilla construida en los cimientos del propio tanque. El gran tanque cilíndrico recuerda, por su forma, la tumba de Cecilia Metella en Roma.
Alrededor del tanque y a lo largo del terraplén interior, cerca de las murallas, había una vasta superficie y por eso fue creado un jardín público (inaugurado en 1925) que fue denominado de la Rotonda.
Para acceder al jardín hay que pasar por un camino escalonado que parte de callejón Mazzini y prosigue paralelo a avenida de la Rotunda. El camino es caracterizado por cinco terrazas con una fuente circular en el centro, cada una de aquellas rodeada por un sencillo anillo de hierba. La presencia de muchas fuentes se debe al tanque. En cada fuente vegetan las nenúfares, cuya proliferación infunde al turista una sensación de placer y serenidad.
Cada terraza es separada de la siguiente por una serie de jardines y de caminos en piedrecilla que simulan la interpretación de un jardín geométrico de forma circular y con un eje perpendicular al tanque.
El estilo del Jardín de la Rotonda es típico de la fase de transición entre el Modernismo y el Decó y, además, presenta rasgos típicos del clasicismo del siglo XX.
En general la estructura arquitectónica recuerda la corriente tardía barroca, sin embargo, presenta también muchos elementos arquitectónicos clásicos (como por ejemplo, los maceteros y el torreón-mausoleo), con reflejos secesionistas, mientras que el dibujo de los arriates (redondos, elípticos, en forma de gota) es un ejemplo propio del modernismo. 

## Más aclaraciones sobre el acueducto
Hasta la II Guerra Mundial la adecuación a las crecientes demanda de los consumos se solucionó con el aumento de las extracciones de los mantos acuíferos de Dueville. Después de la guerra, este sistema ya no era suficiente y la carencia de agua se advirtió de manera grave. Entonces fueron incrementados los estudios y los proyectos para solucionar el problema y en 1955 se llegó a la aprobación, por parte de la Junta Municipal de Padua, de un proyecto general para la construcción del Nuevo Acueducto. 
El acto más importante fue la construcción de un segundo grande conducto de agua, denominado “Conducto de 900 mm“, cuya construcción acabó en 1961. Mientras tanto, para afrontar la situación de emergencia hídrica, fue aprontado también un acueducto subsidiario, consistente en una instalación de depuración de aguas superficiales del río Brentella, que solucionó en parte la carencia lamentada por los ciudadanos .
Sucesivamente fue realizada una serie de considerables intervenciones para una mayor eficiencia y funcionalidad del sistema hídrico de Padua. Entre las principales obras realizadas vamos a mencionar las siguientes:
- la perforación de nuevos pozos en la provincia de Vicenza
- La duplicación de algunos trechos de conducto que encanala el agua en el ‘Conducto de 900 mm ‘
- El descubrimiento de aguas subterráneas en localidad “Bretelle di Sopra (Pd) “ y la realización de las relativas obras de extracciones incluso la instalación que potabiliza.
- La potenciación de la capacidad de transporte del “Conducto de 900 mm”con la nueva instalación de Anconeda .
- La realización de grandes depósitos de acumulación y de reserva, simultáneamente a la construcción de las centrales de Brentelle, Montà y Stanga .
- La sustitución de los viejos conductos de distribución de acero con otros del mismo material pero revestidos con una capa de fibrocemento para evitar los fenómenos de corrosión eletroquímica.
- La automatización del sistema de recibimiento, acumulación, elevación y distribución .

Además, hay que recordar que el acueducto de Padua, hasta ahora, ha contribuido a resolver los problemas relativos al abastecimiento del agua de algunos entes subdistribuidores. 
En síntesis, actualmente los datos significativos de la administración del acueducto son los siguientes:
- Agua introducida en la red: 45.000.000 m³ / año
- Distribución máxima : 148.000 m³ / año
- Usuarios atendidos : 92.000
- Longitud de la red : 965 km
- Dependientes : 245